# Yokubōmono
„Yokubōmono” (jap. 欲望者) – osiemnasty singel japońskiego zespołu NMB48, wydany w Japonii 4 kwietnia 2018 roku przez laugh out loud records.
Singel został wydany w pięciu edycjach: czterech regularnych (Type A, Type B, Type C, Type D) oraz „teatralnej” (CD). Osiągnął 1 pozycję w rankingu Oricon i pozostał na liście przez 17 tygodni. Singel zdobył status platynowej płyty.

## Lista utworów
Wszystkie utwory zostały napisane przez Yasushiego Akimoto.

### Type A
| CD | CD                                               | CD                     | CD            | CD      |
| Nr | Tytuł utworu                                     | Kompozycja             | Aranżacja     | Długość |
| -- | ------------------------------------------------ | ---------------------- | ------------- | ------- |
| 1. | „Yokubōmono” (jap. 欲望者)                       | Sugaya Bros., Miss-art | Sugaya Bros.  |         |
| 2. | „Thinking time” (wyk. Akari Yoshida)             | Junki Sakurai          | Junki Sakurai |         |
| 3. | „Hankyū densha” (jap. 阪急電車) (wyk. Team N)    | Eiji Nakayama          | Eiji Nakayama |         |
| 4. | „Yokubōmono” (jap. 欲望者) (off vocal ver.)      | Sugaya Bros., Miss-art | Sugaya Bros.  |         |
| 5. | „Thinking time” (off vocal ver.)                 | Junki Sakurai          | Junki Sakurai |         |
| 6. | „Hankyū densha” (jap. 阪急電車) (off vocal ver.) | Eiji Nakayama          | Eiji Nakayama |         |

| DVD | DVD | DVD     |
| Nr  | Tytuł utworu | Długość |
| --- | --- | ------- |
| 1.  | „Yokubōmono” (jap. 欲望者) (Music Video) |         |
| 2.  | „Yokubōmono” (jap. 欲望者) (Music Video Dancing Version) |         |
| 3.  | „Yokubōmono” (jap. 欲望者) (Music Video Making) |         |
| 4.  | „Hankyū densha” (jap. 阪急電車) (Music Video) |         |
| 5.  | „NMB48 LIVE 2017 in Summer ~Sasasa Saiko~ @ Kobe World Memorial Hall (2017.8.6) Kaijō bijon dashi eizō sono 1” (jap. NMB48 LIVE 2017 in Summer ～サササ サイコー～@神戸・ワールド記念ホール（2017.8.6）会場ビジョン出し映像 その１) |         |

### Type B
| CD | CD                                                          | CD                     | CD            | CD      |
| Nr | Tytuł utworu                                                | Kompozycja             | Aranżacja     | Długość |
| -- | ----------------------------------------------------------- | ---------------------- | ------------- | ------- |
| 1. | „Yokubōmono” (jap. 欲望者)                                  | Sugaya Bros., Miss-art | Sugaya Bros.  |         |
| 2. | „Thinking time” (wyk. Akari Yoshida)                        | Junki Sakurai          | Junki Sakurai |         |
| 3. | „Yojijukugo Girls” (jap. 四字熟語ガールズ) (wyk. Team M)    | Gōki Ōtsuka            | Gōki Ōtsuka   |         |
| 4. | „Yokubōmono” (jap. 欲望者) (off vocal ver.)                 | Sugaya Bros., Miss-art | Sugaya Bros.  |         |
| 5. | „Thinking time” (off vocal ver.)                            | Junki Sakurai          | Junki Sakurai |         |
| 6. | „Yojijukugo Girls” (jap. 四字熟語ガールズ) (off vocal ver.) | Gōki Ōtsuka            | Gōki Ōtsuka   |         |

| DVD | DVD | DVD     |
| Nr  | Tytuł utworu | Długość |
| --- | --- | ------- |
| 1.  | „Yokubōmono” (jap. 欲望者) (Music Video) |         |
| 2.  | „Yokubōmono” (jap. 欲望者) (Music Video Dancing Version) |         |
| 3.  | „Yokubōmono” (jap. 欲望者) (Music Video Making) |         |
| 4.  | „Yojijukugo Girls” (jap. 四字熟語ガールズ) (Music Video) |         |
| 5.  | „NMB48 LIVE 2017 in Summer ~Sasasa Saiko~ @ Kobe World Memorial Hall (2017.8.6) Kaijō bijon dashi eizō sono 2” (jap. NMB48 LIVE 2017 in Summer ～サササ サイコー～@神戸・ワールド記念ホール（2017.8.6）会場ビジョン出し映像 その2) |         |

### Type C
| CD | CD                                                       | CD                     | CD              | CD      |
| Nr | Tytuł utworu                                             | Kompozycja             | Aranżacja       | Długość |
| -- | -------------------------------------------------------- | ---------------------- | --------------- | ------- |
| 1. | „Yokubōmono” (jap. 欲望者)                               | Sugaya Bros., Miss-art | Sugaya Bros.    |         |
| 2. | „Thinking time” (wyk. Akari Yoshida)                     | Junki Sakurai          | Junki Sakurai   |         |
| 3. | „Saji o nageruna!” (jap. 匙を投げるな!) (wyk. Team BII)  | Tadashi Tsukida        | Tadashi Tsukida |         |
| 4. | „Yokubōmono” (jap. 欲望者) (off vocal ver.)              | Sugaya Bros., Miss-art | Sugaya Bros.    |         |
| 5. | „Thinking time” (off vocal ver.)                         | Junki Sakurai          | Junki Sakurai   |         |
| 6. | „Saji o nageruna!” (jap. 匙を投げるな!) (off vocal ver.) | Tadashi Tsukida        | Tadashi Tsukida |         |

| DVD | DVD | DVD     |
| Nr  | Tytuł utworu | Długość |
| --- | --- | ------- |
| 1.  | „Yokubōmono” (jap. 欲望者) (Music Video) |         |
| 2.  | „Yokubōmono” (jap. 欲望者) (Music Video Dancing Version) |         |
| 3.  | „Yokubōmono” (jap. 欲望者) (Music Video Making) |         |
| 4.  | „Saji o nageruna!” (jap. 匙を投げるな!) (Music Video) |         |
| 5.  | „NMB48 LIVE 2017 in Summer ~Sasasa Saiko~ @ Kobe World Memorial Hall (2017.8.6) Kaijō bijon dashi eizō sono 3” (jap. NMB48 LIVE 2017 in Summer ～サササ サイコー～@神戸・ワールド記念ホール（2017.8.6）会場ビジョン出し映像 その3) |         |

### Type D
| CD | CD                                          | CD                     | CD            | CD      |
| Nr | Tytuł utworu                                | Kompozycja             | Aranżacja     | Długość |
| -- | ------------------------------------------- | ---------------------- | ------------- | ------- |
| 1. | „Yokubōmono” (jap. 欲望者)                  | Sugaya Bros., Miss-art | Sugaya Bros.  |         |
| 2. | „Thinking time” (wyk. Akari Yoshida)        | Junki Sakurai          | Junki Sakurai |         |
| 3. | „Good Timing”                               | Dai Murai              | Dai Murai     |         |
| 4. | „Yokubōmono” (jap. 欲望者) (off vocal ver.) | Sugaya Bros., Miss-art | Sugaya Bros.  |         |
| 5. | „Thinking time” (off vocal ver.)            | Junki Sakurai          | Junki Sakurai |         |
| 6. | „Good Timing” (off vocal ver.)              | Dai Murai              | Dai Murai     |         |

| DVD | DVD                                                                                 | DVD     |
| Nr  | Tytuł utworu                                                                        | Długość |
| --- | ----------------------------------------------------------------------------------- | ------- |
| 1.  | „Yokubōmono” (jap. 欲望者) (Music Video)                                            |         |
| 2.  | „Yokubōmono” (jap. 欲望者) (Music Video Dancing Version)                            |         |
| 3.  | „Yokubōmono” (jap. 欲望者) (Music Video Making)                                     |         |
| 4.  | „Good Timing” (Music Video)                                                         |         |
| 5.  | „Yagura Fūko sotsugyō kinen! Golden Hour” (jap. 矢倉楓子 卒業記念!ゴールデンアワー) |         |

### Wer. teatralna
| CD | CD                                                   | CD                              | CD                              | CD      |
| Nr | Tytuł utworu                                         | Kompozycja                      | Aranżacja                       | Długość |
| -- | ---------------------------------------------------- | ------------------------------- | ------------------------------- | ------- |
| 1. | „Yokubōmono” (jap. 欲望者)                           | Sugaya Bros., Miss-art          | Sugaya Bros.                    |         |
| 2. | „Thinking time” (wyk. Akari Yoshida)                 | Junki Sakurai                   | Junki Sakurai                   |         |
| 3. | „Gokai” (jap. 誤解) (wyk. Miru Shiroma, Fūko Yagura) | Satoshi Nakayama, Masaru Adachi | Satoshi Nakayama, Masaru Adachi |         |
| 4. | „Yokubōmono” (jap. 欲望者) (off vocal ver.)          | Sugaya Bros., Miss-art          | Sugaya Bros.                    |         |
| 5. | „Thinking time” (off vocal ver.)                     | Junki Sakurai                   | Junki Sakurai                   |         |
| 6. | „Gokai” (jap. 誤解) (off vocal ver.)                 | Satoshi Nakayama, Masaru Adachi | Satoshi Nakayama, Masaru Adachi |         |

## Skład zespołu
| „Yokubōmono” |
| --- |
| - NMB48 Team N: Miori Ichikawa, Cocona Umeyama, Airi Tanigawa, Ayaka Yamamoto, Sayaka Yamamoto (środek) - NMB48 Team M: Momoka Iwata, Yūka Katō, Akari Yoshida - NMB48 Team M / AKB48 Team A: Miru Shiroma - NMB48 Team M / AKB48 Team 4: Nagisa Shibuya - NMB48 Team BII: Azusa Uemura, Yūri Ōta, Eriko Jō, Rei Jōnishi, Sae Murase, Fūko Yagura |

| „Hankyū densha” |
| --- |
| - Team N: Yuki Azuma, Miori Ichikawa, Cocona Umeyama, Konomi Kusaka, Narumi Koga, Karin Kojima, Airi Tanigawa, Kokoro Naiki, Momoka Hayashi, Shion Hori, Yuzuha Hongō, Mao Mita, Rina Yamao, Ayaka Yamamoto (środek), Sayaka Yamamoto (środek) |

| „Yojijukugo Girls” |
| --- |
| - NMB48 Team M: Erina Andō, Yūmi Ishida, Kanae Iso, Momoka Iwata, Mizuki Uno, Mai Odan, Yūka Katō, Chihiro Kawakami, Rena Kawakami, Reina Nakano, Rurina Nishizawa, Momone Yasuda, Suzu Yamada, Akari Yoshida - NMB48 Team M / AKB48 Team A: Miru Shiroma (środek) - NMB48 Team M / AKB48 Team 4: Nagisa Shibuya |

| „Saji o nageruna!” |
| --- |
| - Team BII: Natsuko Akashi, Akari Ishizuka, Anna Ijiri, Azusa Uemura, Yūri Ōta, Ayaka Okita, Rina Kushiro, Rika Shimizu, Eriko Jō, Rei Jōnishi, Sara Takei, Mion Nakagawa, Shiori Mizuta, Sae Murase, Ayaka Morita, Fūko Yagura (środek) |

| „Good Timing”                                                                                                 |
| --- |
| - Team N: Cocona Umeyama, Ayaka Yamamoto (środek) - Team M: Momoka Iwata, Suzu Yamada - Team BII: Rei Jōnishi |

## Notowania
| Lista                             | Pozycja |
| --------------------------------- | ------- |
| Oricon Weekly Singles Chart       | 1       |
| Oricon Yearly Singles Chart       | 26      |
| Billboard Japan Hot 100           | 1       |
| Billboard Japan Top Singles Sales | 1       |

## Sprzedaż
| Dane wg         | Sprzedaż |
| --------------- | -------- |
| Oricon          | 271 856  |
| Billboard Japan | 308 673+ |